# Мінськ (аеропорт)
Аеропорт Мінськ (IATA: MSQ, ICAO: UMMS), (біл. Нацыянальны аэрапорт «Мінск») — найбільший пасажирський аеропорт в Білорусі. Офіційна назва — Національний аеропорт Мінськ. Розташований за 42 км на схід від Мінська.
Аеропорт здатний приймати цілодобово всі типи літаків, у тому числі Боїнг 747 і Ан-124 «Руслан» з максимальною злітною масою 365 т. На стоянках одночасно можуть розміститися 48 повітряних суден. Термінал обладнаний шістьма телескопічними трапами. Площа аеровокзалу становить 75000 м².
Є хабом Belavia.
9 серпня 2021 роки за причетність до інциденту з посадкою Boeing 737 в Мінську в санкційний список спеціально позначених громадян і заблокованих осіб США був внесений директор аеропорту В'ячеслав Хоронеко.

## Транспортне сполучення
На середину 2010-х між Мінськом і аеропортом діє автомобільне і залізничне сполучення. Від аеропорту до Мінська курсують рейсові автобуси № 300Е і 173Е , маршрутне таксі 1400-ТК..
- № 300Э до автовокзалу «Центральний» через станцію метро «Уруччя» цілодобово. Час в дорозі - 30 хвилин.
- № 173Э до мікрорайону Сокіл - чотири рейси з 10:00 до 16:00 в будні, влітку також по одному рейсу в суботу та неділю[6]. Час в дорозі - 16 хвилин.
- № 1400-ТК до автовокзалу «Центральний» через станцію метро «Уруччя» з 5-6 ранку до півночі. Час в дорозі - 45 хвилин.
- Дизель-поїзд Регіональних ліній (ДП3 або ДП1) до центральної станції Мінськ-Пасажирський - п'ять рейсів з 7:30 до 22:28 (з Мінська з 5:35 до 20:25). Час в дорозі - близько 70 хвилин, з них 55-56 хвилин на поїзді[7]. Залізнична платформа знаходиться в пішохідній доступності від аеровокзалу, але пасажирів від поїзда до терміналу підвозять безкоштовні автобуси. На шляху до Мінська поїзд робить одну зупинку на проміжної станції Смолевичи для зміни напрямку руху.

## Авіалінії та напрямки

### Пасажирські
| Авіакомпанія                   | Пункт призначення |
| ------------------------------ | --- |
| Aeroflot                       | Москва-Шереметьєво |
| Air China                      | Пекін |
| airBaltic                      | Рига |
| Austrian Airlines              | Відень |
| Belavia                        | Алмати, Амстердам, Астана, Баку, Барселона, Белград, Берлін-Шенефельд, Будапешт, Брюссель-Шарлеруа, Кишинів, Франкфурт, Женева, Ганновер, Гельсінкі, Стамбул-Ататюрк, Калінінград, Казань, Харків, Київ-Бориспіль, Київ-Жуляни, Краснодар, Ларнака, Лондон-Гатвік, Львів, Мілан-Мальпенса, Москва-Домодєдово, Москва-Шереметьєво (з 22 квітня 2019), , Москва-Жуковський, Нижній Новгород, Одеса, Париж-Шарль де Голль, Прага, Рига, Рим-Ф'юмічіно, Ростов-на-Дону, Санкт Петербург, Сочі, Стокгольм-Арланда, Таллінн (з 30 травня 2019) Тбілісі, Тель-Авів, Вільнюс, Воронеж, Єреван, Варшава-Шопен Сезонні: Туркменбаши, Батумі, Караганда, Кустанай, Манчестер, Паланга, Павлодар Сезонний чартер: Анталія, Бодрум, Бургас, Катанія, Даламан, Дубай-Аль-Мактум, Іракліон, Хургада, Ізмір, Кавала, Патри, Родос, Ріміні, Шарм-ель-Шейх, Тирана, Варна |
| Etihad Airways                 | Абу-Дабі |
| LOT Polish Airlines            | Варшава-Шопен |
| Lufthansa                      | Франкфурт |
| Motor Sich Airlines            | Запоріжжя |
| Turkish Airlines               | Стамбул-Ататюрк |
| Turkmenistan Airlines          | Ашгабат |
| Ukraine International Airlines | Київ-Бориспіль |
| UTair Aviation                 | Москва-Внуково Сезонний: Сургут |
| Uzbekistan Airways             | Ташкент |
| Vueling                        | Сезонний: Барселона |

### Вантажні
| Авіакомпанія           | Пункт призначення       |
| ---------------------- | ----------------------- |
| Turkish Airlines Cargo | Стамбул-Ататюрк, Відень |

## Статистика
Див. джерело запитів Вікіданих та джерела.
| | Пасажирообіг | Зміни до попереднього року | Авіаційний трафік | Зміни до попереднього року | Вантажообіг (metric tons) | Зміни до попереднього року |
| --- | ------------ | -------------------------- | ----------------- | -------------------------- | ------------------------- | -------------------------- |
| 2005 | 559,114      | ▲10.86%                    | 5,456             | ▲ 2.83%                    | 5,488                     | ▲ 4.29%                    |
| 2006 | 637,560      | ▲14.03%                    | 6,144             | ▲12.61%                    | 6,059                     | ▲10.40%                    |
| 2007 | 830,481      | ▲30.26%                    | 7,590             | ▲23.54%                    | 7,290                     | ▲20.32%                    |
| 2008 | 1,010,695    | ▲21.70%                    | 9,256             | ▲21.95%                    | 7,870                     | ▲ 7.96%                    |
| 2009 | 1,028,886    | ▲ 1.80%                    | 9,341             | ▲ 0.92%                    | 7,289                     | ▼ 7.38%                    |
| 2010 | 1,285,423    | ▲24.93%                    | 11,020            | ▲17.97%                    | 8,553                     | ▲17.34%                    |
| 2011 | 1,437,825    | ▲11.86%                    | 13,686            | ▲24.19%                    | 8,667                     | ▲1.33%                     |
| 2012 | 1,837,911    | ▲27.83%                    | 14,947            | ▲9.27%                     | 9,833                     | ▲13.45%                    |
| 2013 | 2,182,177    | ▲18.73%                    | 16,586            | ▲11.00%                    | 10,477                    | ▲6.55%                     |
| 2014 | 2,593,559    | ▲18.90%                    | 20,036            | ▲20.90%                    | 19,905                    | ▲89.99%                    |
| 2015 | 2,782,866    | ▲7.30%                     | 20,365            | ▲1.64%                     | N.D.                      | N.D.                       |
| 2016 | 3,429,112    | ▲23.2%                     | 23,034            | ▲13.10%                    | N.D.                      | N.D.                       |
| 2017 | 4,114,512    | ▲20.0%                     | 24,508            | ▲6.4%                      | N.D.                      | N.D.                       |
| 2018 | 4,536,644    | ▲9.7%                      | 26,103            | ▲6.5%                      | 20,217                    | N.D.                       |
| |              |                            |                   |                            |                           |                            |
| Source: Airports Council International. World Airport Traffic Reports (Years 2005, 2006, 2007, 2009, 2011, 2012, 2013, 2014), 2017 |              |                            |                   |                            |                           |                            |